# Quais de Genève
Les quais de Genève sont un ensemble de quais qui bordent la rade de Genève, ils longent de nombreux édifices et monuments qui embellissent le site. La rade se situe à l’extrémité du « petit lac » au Sud-Ouest du lac Léman, elle se termine là où le Rhône sort du lac. 

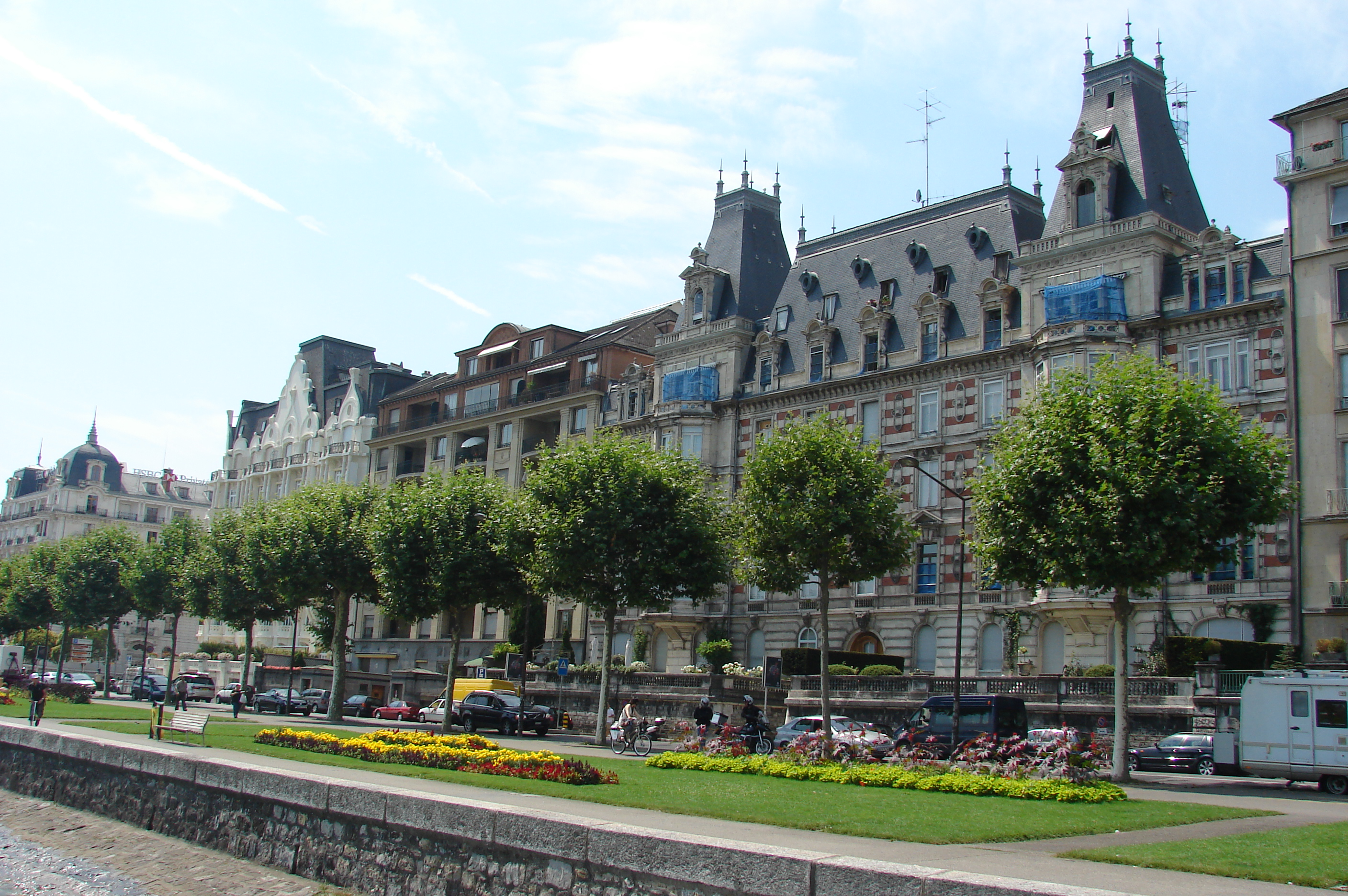
Quai Wilson.

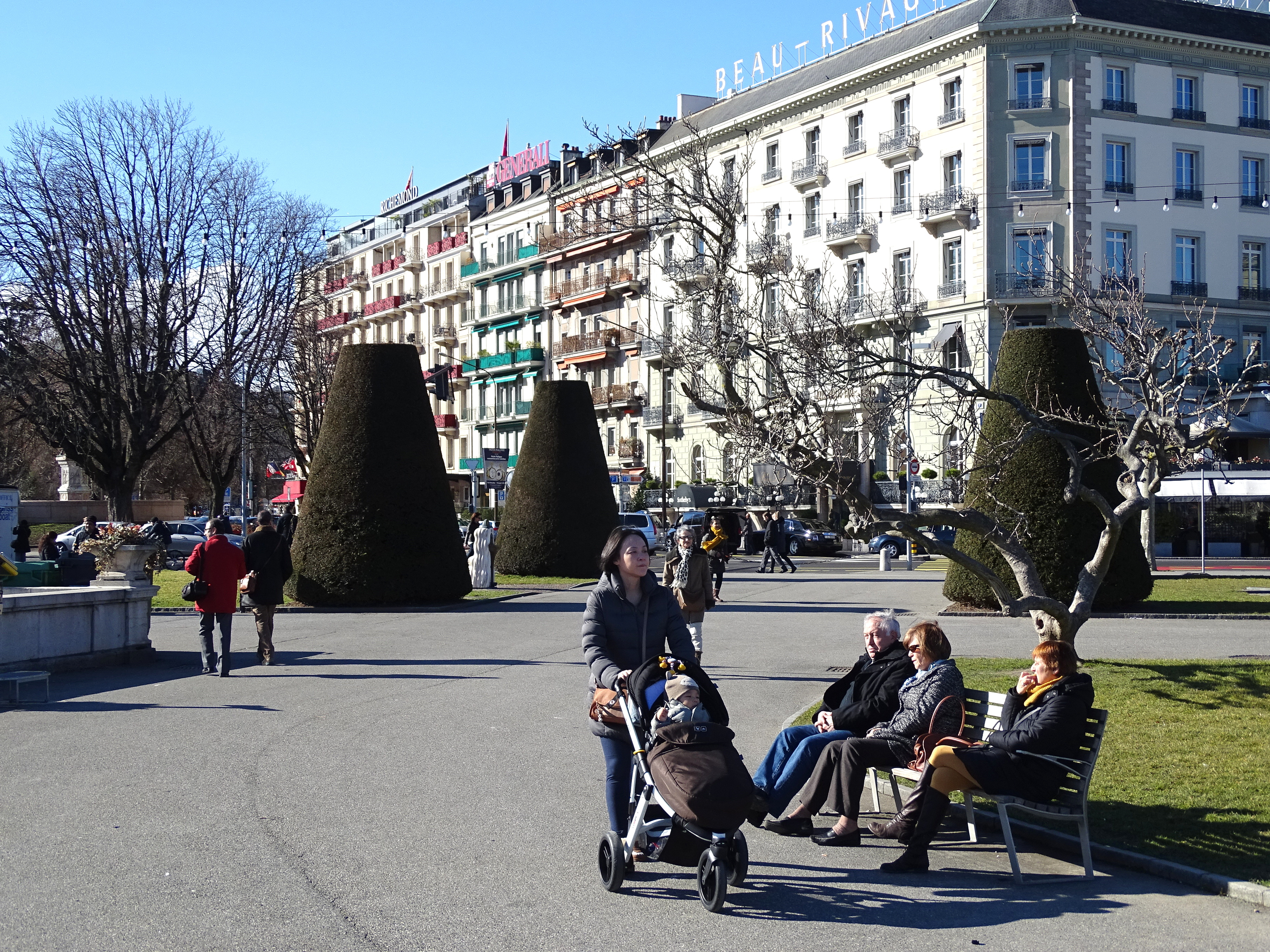
Quai du Mont-Blanc.

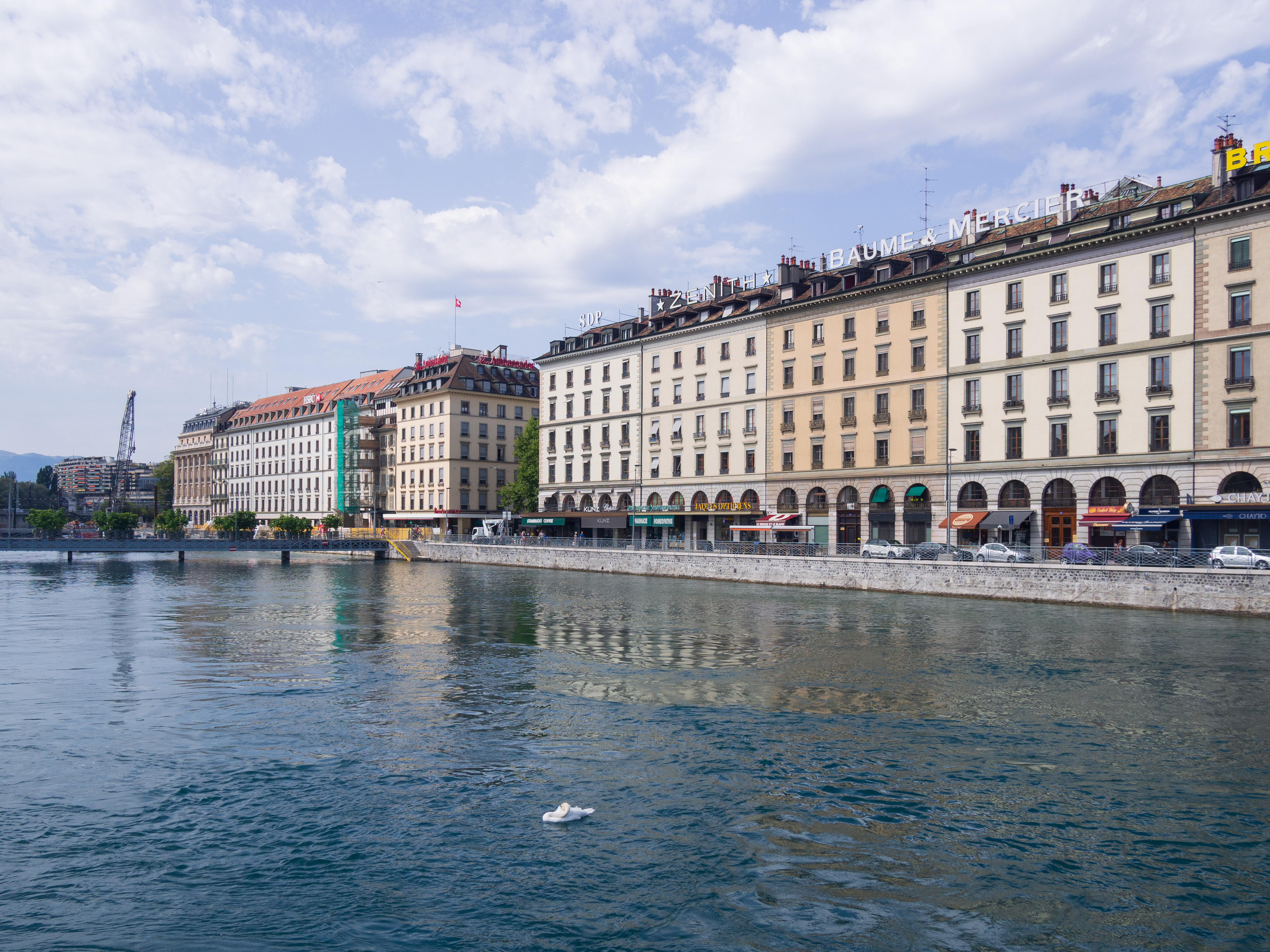
Quai des Bergues.

## Rive droite

### Quai Wilson
Descendant l'avenue de France (qui part de Ferney-Voltaire en France), on arrive sur la rive droite du Léman au quai Président-Wilson dont le nom est un hommage au président américain Thomas Woodrow Wilson dont le rôle a été déterminant dans la création de la Société des Nations (SdN) lors de la conférence de la paix de Paris (1919). Le Palais Wilson abrite le Haut-Commissariat aux droits de l’homme depuis 1998. Le quai Wilson de Genève est par ailleurs le lieu central de l'intrigue policière du roman éponyme de Jacques Aeschlimann.

### Jetée des Pâquis
Le quai change de nom face à la jetée des Pâquis, dans une légère courbe. La jetée conduit au phare des Pâquis. Cette jetée abrite les Bains des Pâquis, plage et bains publics réputés.

### Quai du Mont-Blanc
Le quai du Mont-Blanc fait suite au quai Wilson et se termine au pont du Mont-Blanc, le premier pont à traverser le Rhône après le lac. Au quai Wilson se trouvent de nombreux hôtels, dont Le Richemond, l'hôtel Beau-Rivage et l'hôtel de la Paix qui bordent le square des Alpes et le monument Brunswick. 
Depuis le quai et le pont du Mont-Blanc, on peut voir le lointain Mont Blanc.

### Quai des Bergues
Longeant le Rhône dans le prolongement du quai du Mont-Blanc on accède au quai des Bergues, où se trouve le premier grand hôtel édifié en Suisse : l'hôtel des Bergues, un palace dans un bâtiment néoclassique de 6 étages inauguré en 1834. Il a hébergé notamment des délégations de la Société des Nations (SDN) : « il se déroula [à l’Hôtel des Bergues], sur son invitation [d'Aristide Briand], de nombreuses réunions privées où il se fit peut-être davantage de travail que lors de séance plénière de la SDN », indique Louis Mottet, auteur de l'Histoire illustrée des Bergues, 1834-1984. Le romancier Joël Dicker y situe l'intrique d'une de ses œuvres, L'Énigme de la chambre 622. Puis le second pont sur le Rhône, le pont des Bergues permet d'accéder à l'Île Rousseau au milieu du Rhône.

## Rive gauche

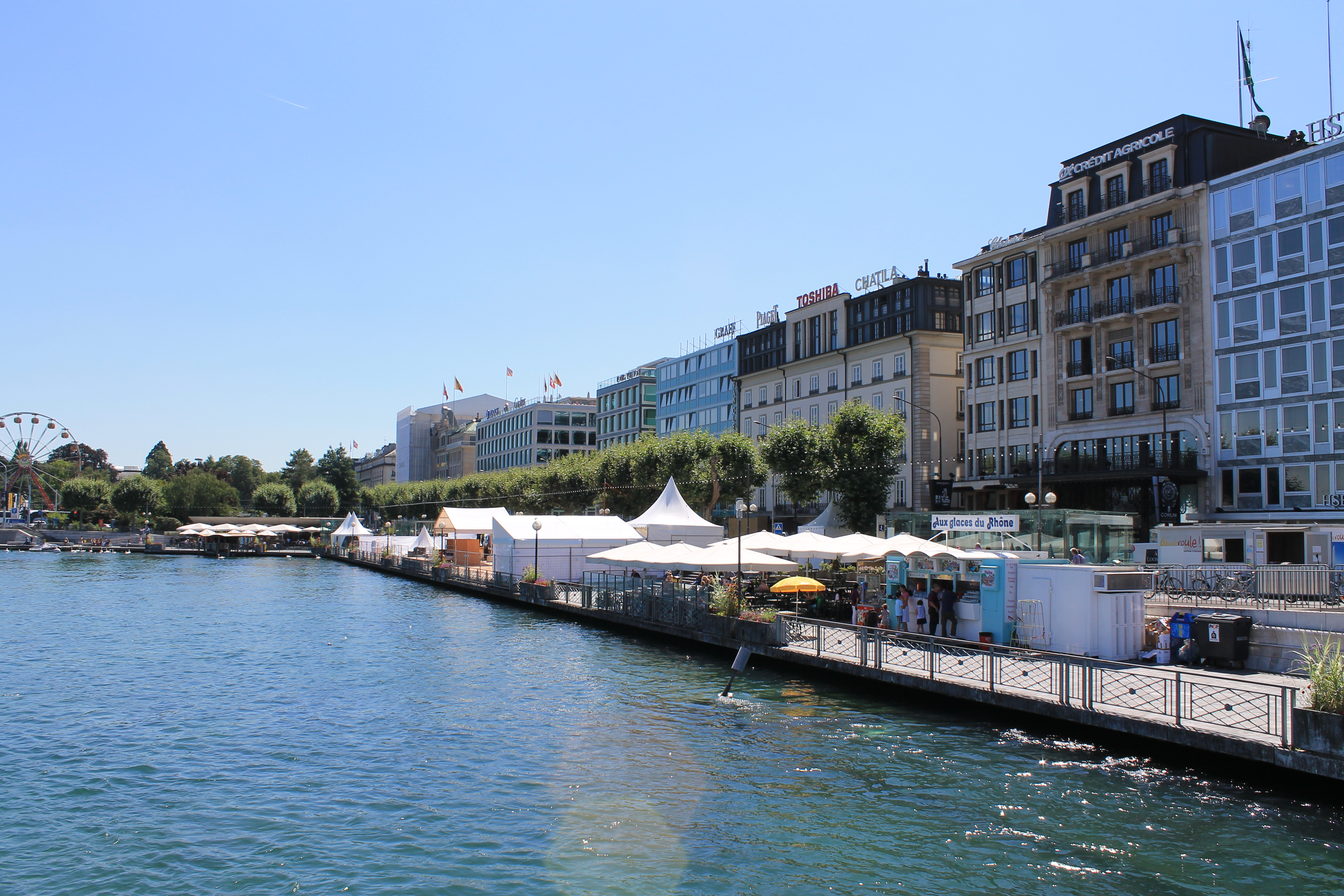
Quai du Général-Guisan.

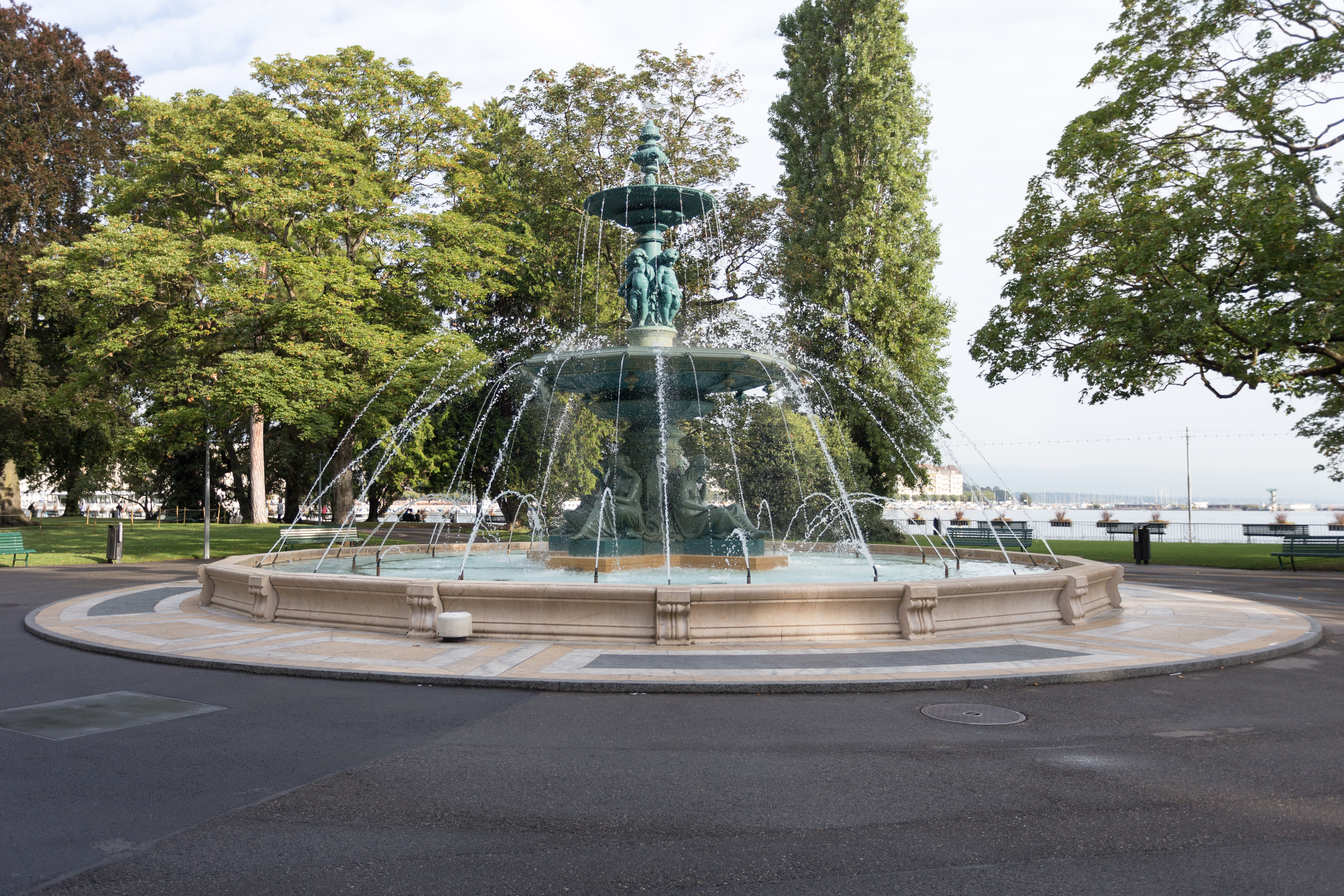
Jardin Anglais.

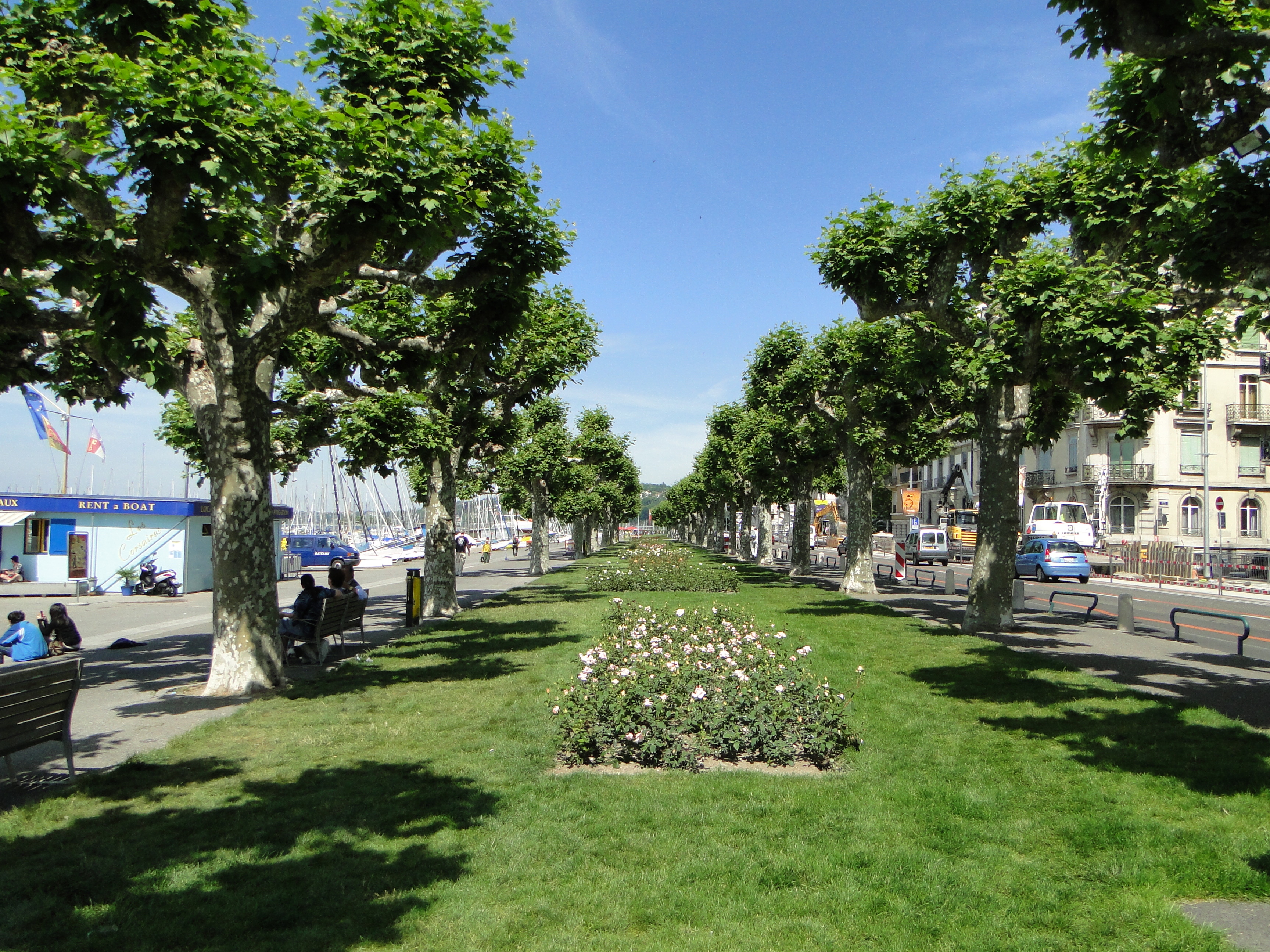
Quai Gustave-Ador.

### Quai du Général Guisan
Le pont des Bergues abouti sur la rive gauche au quai du Général Guisan. Ce quai moderne longe et surplombe un parking sous-lacustre de 1 450 places inauguré en 1972. 

### Jardin Anglais
Après avoir traversé le pont du Mont-Blanc par un passage sous voie, on accède à la promenade du Lac, qui longe le Jardin anglais connu pour son horloge fleurie. Le Monument national célébrant l’entrée de Genève dans la Confédération met en scène des statues représentant la république de Genève et l’Helvetia.

### Quai Gustave-Ador
Au long du quai Gustave Ador se trouvent dans le lac les deux pierres du Niton et la jetée menant au jet d'eau. C'est depuis 1933, à la suite d'une décision du Conseil administratif de la ville de Genève, que le quai se nomme ainsi, il se nommait auparavant « quai des Eaux-Vives ». Les cabanons des pêcheurs professionnels qui se trouvaient sur ce quai ont été déplacés en 2022, à la Maison de la pêche au Port-Noir, à côté de la plage des Eaux-Vives. 